# П'ятигорське (селище)
П'ятигорське (рос. Пятигорский) — селище, адміністративний центр сільського поселення П'ятигорська сільрада Предгірного району Ставропольського краю.

## Географія
Відстань до крайового центру: 156 км.
Відстань до районного центру: 31 км.

## Історія
Селище П'ятигорський був утворений в 1930 році на базі підсобного господарства П'ятигорського курорту. Раніше на цій території дислокувався кавалерійський полк.

## Відомі люди
- Ульяник Марія Іванівна — Герой Соціалістичної Праці.